# Schloss Wąsowo

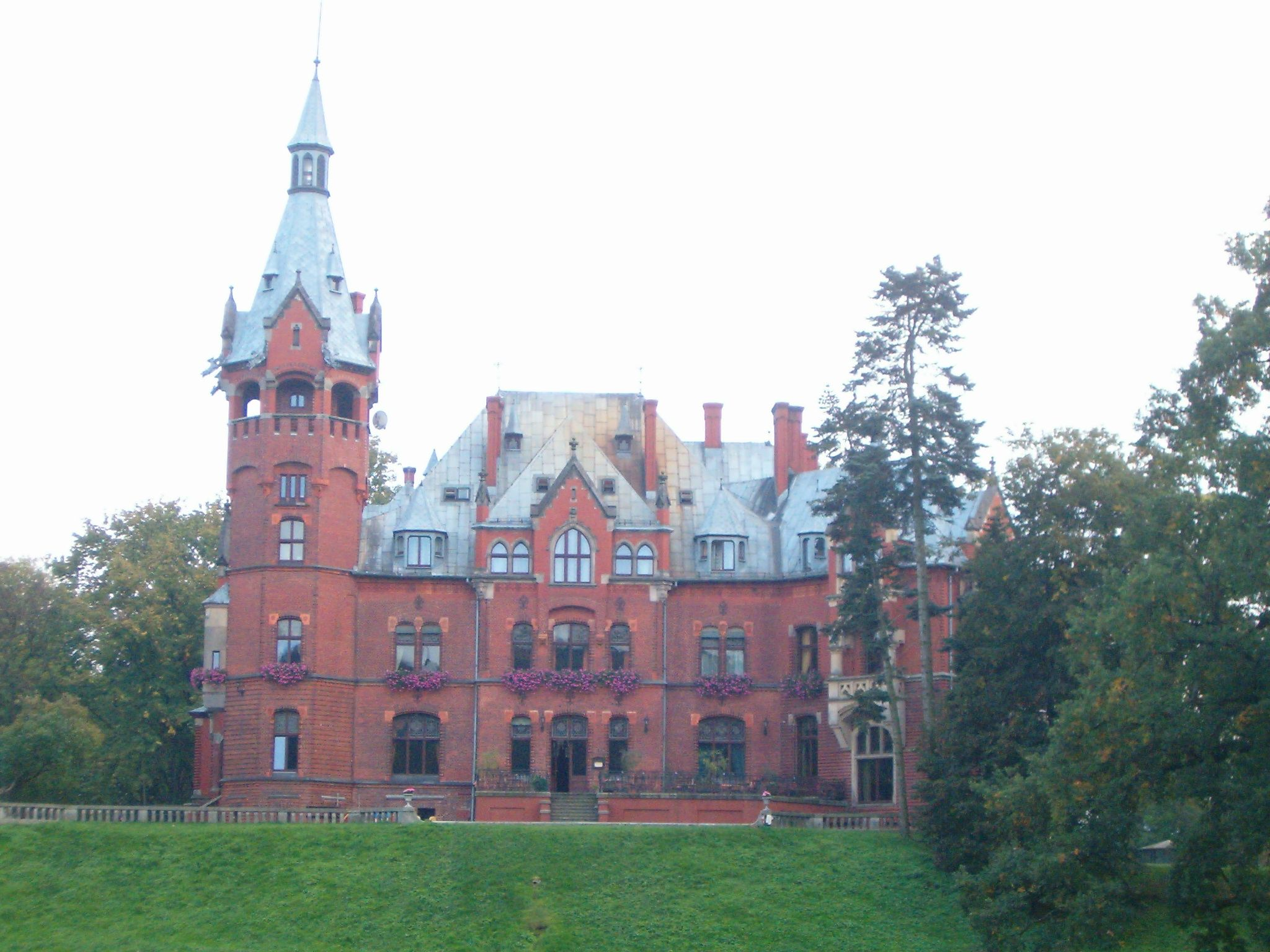
Schloss Wąsowo, 2006

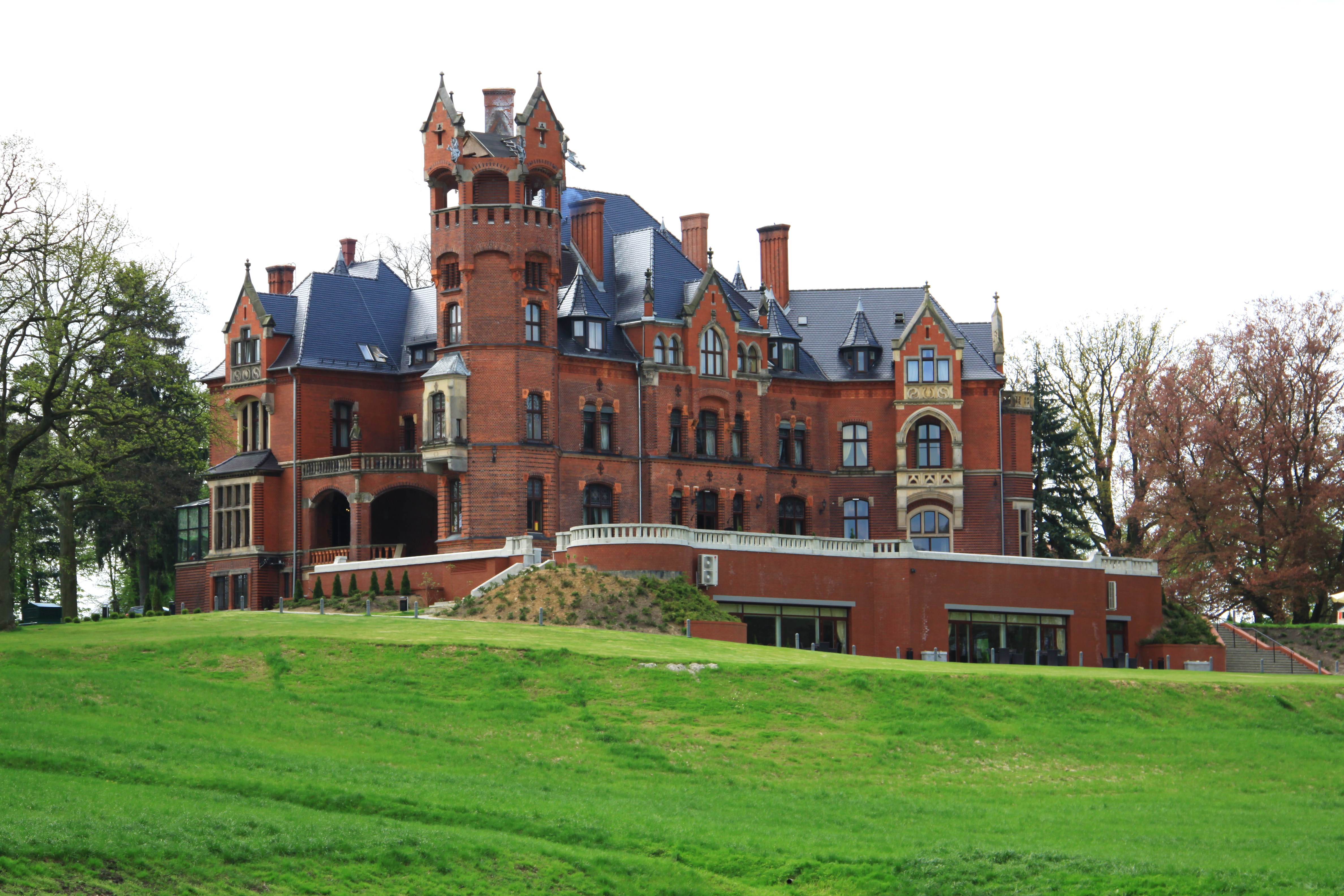
Schloss Wąsowo, 2013

Schloss Wąsowo ist ein neugotisches Schloss in Wąsowo (deutsch Wonsowo), in der Woiwodschaft Großpolen, Polen, das im damaligen Kreis Buk in der preußischen Provinz Posen nach dem Entwurf des Berliner Architekten Gustav Erdmann in den Jahren 1870 bis 1872 erbaut wurde. Das Schloss steht auf einer Erhebung und ist von einer weitläufigen Parkanlage mit alten Eichen, Buchen und Linden umgeben.

## Geschichte

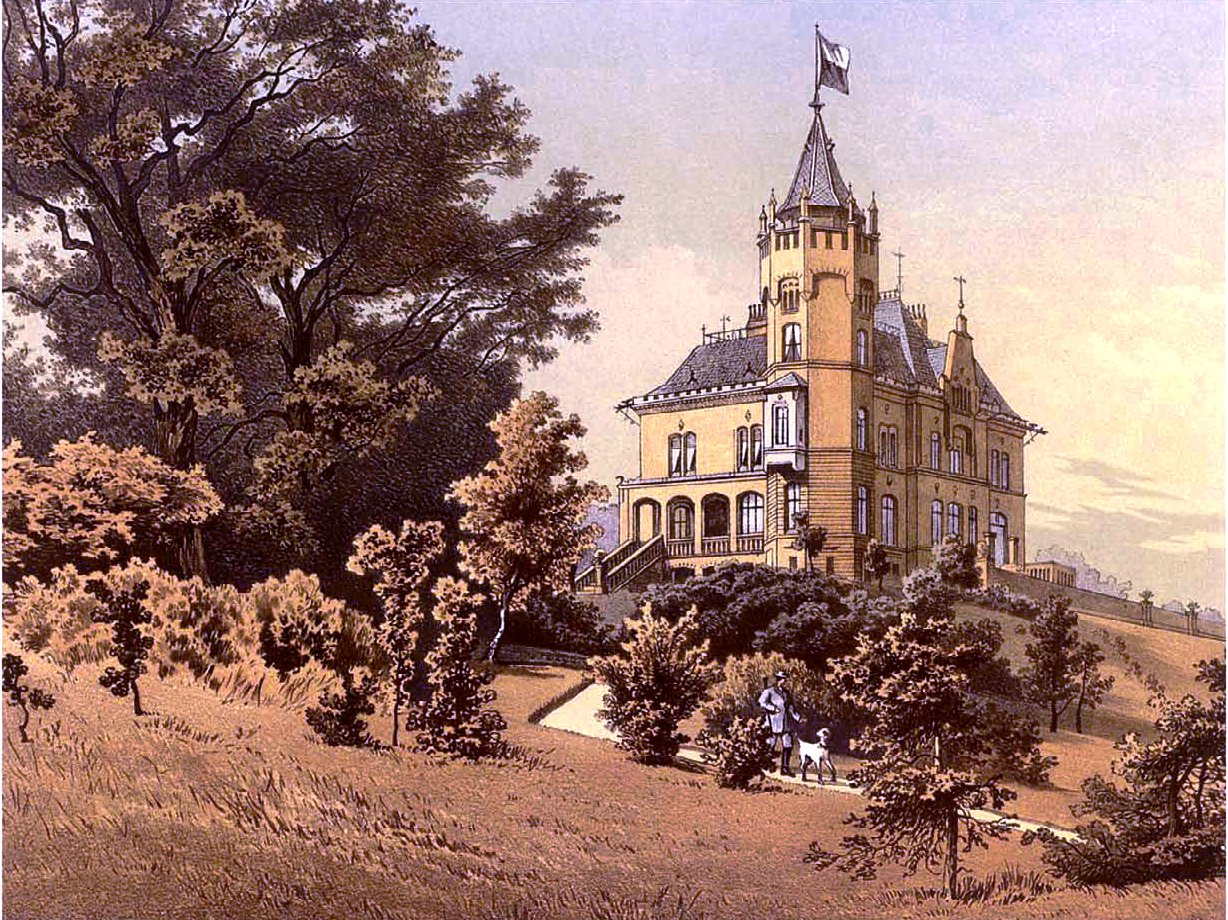
Schloss Wasowo, Sammlung Alexander Duncker

Ursprünglich war das ein Herrenhaus und gehörte dem nobilitierten Berliner Bankier Richard von Hardt (1824–1898). Dieser bestimmte die dazugehörige Begüterung zum Familienfideikommiss. Nach seinem Tod erbte sein Sohn Wilhelm von Hardt (1855–1938), verheiratet mit Anna Mumm von Schwarzenstein (1861–1907), das Landgut sowie die umliegenden Ländereien Głuponie und Chraplewo. Im Zusammenhang mit einem für 1900 geplanten Besuch von Kaiser Wilhelm II. in Wonsowo wurde das Herrenhaus zu einem Schloss ausgebaut. Der neu angebaute Flügel, ein repräsentativer Eingang und der umgebaute Turm begründen die Atmosphäre eines neugotischen Schlosses mit vielen Geheimnissen und Legenden. Nach dem Tod Friedrich Wilhelms im Jahre 1938 wurde sein ältester Sohn Richard jun. von Hardt (1882–1945) zum neuen Besitzer. Er war mehrfach verheiratet und kgl. preuß. Kammerherr. Er fiel als Oberstleutnant bzw. beging Suizid gegen Ende des 2. Weltkrieges, gilt offiziell als vermisst.
Nach dem Krieg wurden die Besitzer enteignet. Schloss und Landgut Wąsowo wurden zu einem staatlichen Landwirtschaftsbetrieb.

## Schloss heute
Seit 1995 befindet sich das Schloss Wąsowo wieder in Privatbesitz. Im Gebäude wurde nach seiner sorgfältigen Renovierung ein Hotel eingerichtet. Am 19. Februar 2011 brach im Dachboden des Schlosses ein Brand aus, die oberen Stockwerke brannten völlig aus. Inzwischen ist das Schloss weitgehend renoviert, und Zimmer, Gastronomie inkl. Brauerei und Veranstaltungsräume sind in Betrieb.

## Gutshof
Im großen Gutshof wurden nach der Wende die historische Schmiede, der Arbeitspferdestall, die Brennerei und die Scheunen restauriert und erneuert. Der Gutshof beherbergt seit 2003 einen Biohof mit Verkauf von Regionalprodukten, Gastronomie für bis zu 40 Personen und Übernachtung.